# الشعانين (أولاد الحاج كبدانة)
الشعانين هو دُوَّار يقع بجماعة مداغ، إقليم بركان، جهة الشرق في المملكة المغربية. ينتمي الدوّار لمشيخة أولاد الحاج كبدانة التي تضم 4 دواوير. يقدر عدد سكانه بـ 680 نسمة حسب الإحصاء الرسمي للسكان والسكنى لسنة 2004.

## روابط خارجية
- البوابة الوطنية للجماعات الترابية
- المندوبية السامية للتخطيط